# 小林宏 (野球)
小林 宏（こばやし ひろし、1970年11月30日 - ）は、広島県廿日市市出身の元プロ野球選手（投手）、プロ野球コーチ、野球解説者。現在はオリックス・バファローズ二軍育成チーフコーチを務める。

## 経歴

### プロ入り前
佐伯郡廿日市町（現：廿日市市）立宮内小学校4年の時、少年野球「廿日市ジュニア」で野球を始めた。廿日市町立七尾中学校、崇徳高校、広島経済大学を経て、1992年のNPBドラフト会議でオリックス・ブルーウェーブから1位指名を受けて入団。
少年野球時代は捕手、高校時代は軟式野球部に所属し大学でも3年生までは遊撃手だった。4年生次、投手が次々と故障したことから緊急登板して好投し、そのまま大学選手権に進出する。大学通算3シーズンで8勝3敗。当初は地元の広島東洋カープがドラフト2位という高評価で指名すると言われていたが、当日にオリックスがこれを上回るドラフト1位で指名して小林の交渉権を獲得した。広島経済大学から初のプロ野球選手となり、会見では小林もあまりの評価の高さに驚きを隠せなかったという。

### プロ入り後

#### オリックス時代
1993年（1年目）は一軍（パシフィック・リーグ）で9試合に登板し、初先発では初勝利も飾ったがこの年はその1勝で終わる。
1994年は21試合に登板し、うち6試合に先発した。3勝3敗、防御率3.69の成績を残した。
1995年1月17日に阪神・淡路大震災が発生し、オリックスの本拠地がある神戸市を含む兵庫県の阪神地域や淡路島などは大きな被害を受けた。チームは神戸での開催が危ぶまれたが、開催が決定することになった。「がんばろうKOBE」をテーマに被災者のためにチーム一丸となって戦ったチームは前身の阪急ブレーブス時代の1984年以来11年ぶりにリーグ優勝を果たした。この年は15試合に登板し、8勝3敗、防御率2.68の好成績を挙げた。日本シリーズでオリックスは日本一こそは逃したものの、中でも第4戦でのヤクルトスワローズの4番打者であったトーマス・オマリーとの勝負（小林の14球）は語り草となっている。小林はその試合で勝利投手となった。
1996年も「がんばろうKOBE」をスローガンに掲げ、この年は先発・中継ぎの双方で起用され37試合に登板し、前年より安定感を欠いたが2年続けて8勝をマークし、オリックスのリーグ連覇と日本一に貢献した。
1997年にはダブルストッパーの鈴木平と野村貴仁が不調でシーズン途中に抑えになりオールスターゲームにも出場を果たした。同年は先発での登板はなく、全てリリーフの53試合に登板し7勝3敗15セーブ、防御率2.56と活躍した。
1998年には抑えとして開幕を迎えたが、低調な成績に終わったことからシーズン途中から先発に転向すると勝ち星にも恵まれそのまま閉幕まで先発ローテーションを守った。規定投球回にはわずか2イニング届かなかったがチームトップの10勝（リリーフでは1勝4敗、先発では9勝5敗）を挙げ、初の2桁勝利を達成した。
1999年は開幕投手も務めるも6月に右肘を故障し、その後も不調で6試合しか登板できなかった。
2000年も開幕投手を務め、2年連続で開幕試合の勝ち投手となったが、不振を脱却できず5勝9敗で防御率も6点台と不本意なシーズンとなった。
2001年は故障のため一軍登板はなかった。またこの年限りで仰木彬監督が辞任した。
2002年は中継ぎで15試合の登板にとどまった。またチームはオリックス譲渡後初の最下位でシーズンを終えた。
2003年は3年ぶりに先発登板を果たすも往年の力を発揮できず19試合で4勝8敗、防御率5.54と結果を残せなかった。また、チームも前年は打撃陣の不振が重なり最下位で、この年は打撃陣は復活したものの投手陣が福岡ダイエーホークス戦で4試合の20失点以上を喫するなどチーム防御率も5.95と大きく崩壊し、この年も最下位でシーズンを終了した。
2004年は中継ぎで17試合に登板するも、防御率11.25と極度の不振でこの年のチーム防御率も5.65と投手陣が崩壊した。またチームはオフに大阪近鉄バファローズと合併することが決まり、選手分配ドラフトを経て東北楽天ゴールデンイーグルスに入団することになった。

#### 楽天時代
2005年は楽天創設1年目だったが、わずか3試合の登板に終わった。
オフに戦力外通告を受け現役を引退した。

### 引退後
引退後の翌2006年よりJ SPORTSで野球解説者を務め、神戸市の車いすバスケットボールチーム「清水 M・S・T」の監督も務め、関西の強豪としてチームを全国大会に導いた。
2009年よりオリックス・バファローズの二軍投手コーチに就任。背番号は89。2010年は育成担当投手コーチに配置転換されたが、6月9日から一軍投手コーチの星野伸之が体調不良のため休養することに伴い、一軍投手コーチに配置転換された。星野は同22日に復帰したが、体調面のことを考えて二軍投手コーチとしての復帰であったため、残りのシーズンも小林が一軍投手コーチを務めた。そのまま2011年も続投していたが、8月3日付で一軍投手チーフコーチに昇格となった。2012年は再び一軍投手コーチに肩書きを戻したが、5月22日にチーム防御率の低迷のため星野と入れ替わりで二軍投手コーチに降格となった。その後、2014年まで二軍投手コーチを務め、2014年限りで退団した。
2015年は、シティライト岡山の選手兼任コーチに就任して投手陣の指導に当たり、第86回都市対抗野球大会予選・第41回社会人野球日本選手権大会予選両方の第2代表決定戦進出に貢献した（ただしどちらの試合も敗退）。なお選手登録こそされていたものの、公式戦での試合登板はなかった。
10月15日、2016年より、オリックスに一軍投手コーチとして復帰することが発表された。背番号も再び89となった。しかし、チーム防御率がリーグ最下位に終わり、2017年からは二軍投手コーチに配置転換となったが、6月23日に星野一軍投手コーチの体調不良に伴い、一軍投手コーチ代理（ブルペン担当）を務め、7月11日に正式に一軍投手コーチに就任した。2018年は二軍投手コーチに復帰し、2019年は榊原翼、K-鈴木らを二軍監督の中嶋聡と共に一軍戦力に育てた。2020年も引き続き二軍投手コーチを務めていたが、8月20日に西村徳文監督が辞任し、中嶋が一軍監督代行に就任したため、同21日より二軍監督代行に就任。翌2021年からは正式に二軍監督に就任した。その後は2024年まで同職を務め、2025年からは育成チーフコーチに役割が変更された。

## 詳細情報

### 年度別投手成績
| 年 度      | 球 団      | 登 板 | 先 発 | 完 投 | 完 封 | 無 四 球 | 勝 利 | 敗 戦 | セ 丨 ブ | ホ 丨 ル ド | 勝 率 | 打 者 | 投 球 回 | 被 安 打 | 被 本 塁 打 | 与 四 球 | 敬 遠 | 与 死 球 | 奪 三 振 | 暴 投 | ボ 丨 ク | 失 点 | 自 責 点 | 防 御 率 | W H I P |
| ---------- | ---------- | ----- | ----- | ----- | ----- | -------- | ----- | ----- | -------- | ----------- | ----- | ----- | -------- | -------- | ----------- | -------- | ----- | -------- | -------- | ----- | -------- | ----- | -------- | -------- | ------- |
| 1993       | オリックス | 9     | 1     | 0     | 0     | 0        | 1     | 1     | 0        | --          | .500  | 104   | 22.2     | 34       | 1           | 5        | 0     | 0        | 19       | 1     | 0        | 11    | 10       | 3.97     | 1.71    |
| 1994       | オリックス | 21    | 6     | 0     | 0     | 0        | 3     | 3     | 0        | --          | .500  | 257   | 61.0     | 52       | 4           | 23       | 0     | 1        | 48       | 3     | 0        | 28    | 25       | 3.69     | 1.23    |
| 1995       | オリックス | 15    | 13    | 3     | 1     | 0        | 8     | 3     | 0        | --          | .727  | 352   | 87.1     | 71       | 4           | 27       | 0     | 5        | 56       | 2     | 0        | 29    | 26       | 2.68     | 1.12    |
| 1996       | オリックス | 37    | 12    | 2     | 0     | 0        | 8     | 7     | 0        | --          | .533  | 542   | 121.1    | 124      | 7           | 66       | 2     | 4        | 68       | 6     | 0        | 61    | 55       | 4.08     | 1.57    |
| 1997       | オリックス | 53    | 0     | 0     | 0     | 0        | 7     | 3     | 15       | --          | .700  | 312   | 81.0     | 56       | 8           | 23       | 2     | 2        | 47       | 2     | 0        | 25    | 23       | 2.56     | 0.98    |
| 1998       | オリックス | 31    | 18    | 1     | 1     | 0        | 10    | 9     | 4        | --          | .526  | 591   | 133.0    | 121      | 9           | 73       | 7     | 4        | 78       | 5     | 0        | 63    | 53       | 3.59     | 1.46    |
| 1999       | オリックス | 6     | 6     | 1     | 0     | 1        | 3     | 2     | 0        | --          | .600  | 135   | 29.2     | 32       | 1           | 15       | 0     | 1        | 16       | 3     | 0        | 20    | 15       | 4.55     | 1.58    |
| 2000       | オリックス | 19    | 17    | 2     | 2     | 1        | 5     | 9     | 0        | --          | .357  | 432   | 93.1     | 116      | 14          | 45       | 0     | 3        | 47       | 4     | 0        | 70    | 70       | 6.75     | 1.73    |
| 2002       | オリックス | 15    | 0     | 0     | 0     | 0        | 3     | 1     | 0        | --          | .750  | 89    | 20.2     | 15       | 3           | 8        | 1     | 3        | 12       | 0     | 0        | 11    | 10       | 4.35     | 1.11    |
| 2003       | オリックス | 19    | 13    | 1     | 0     | 0        | 4     | 8     | 0        | --          | .333  | 350   | 76.1     | 95       | 13          | 26       | 1     | 5        | 40       | 3     | 0        | 54    | 47       | 5.54     | 1.59    |
| 2004       | オリックス | 17    | 0     | 0     | 0     | 0        | 1     | 0     | 0        | --          | 1.000 | 129   | 24.0     | 44       | 2           | 12       | 2     | 3        | 14       | 1     | 0        | 30    | 30       | 11.25    | 2.33    |
| 2005       | 楽天       | 3     | 1     | 0     | 0     | 0        | 0     | 1     | 0        | 0           | .000  | 19    | 3.1      | 9        | 2           | 0        | 0     | 0        | 3        | 0     | 0        | 6     | 6        | 16.20    | 2.70    |
| 通算：12年 | 通算：12年 | 245   | 87    | 10    | 4     | 2        | 53    | 47    | 19       | 0           | .530  | 3312  | 753.2    | 769      | 68          | 323      | 15    | 31       | 448      | 30    | 0        | 408   | 370      | 4.42     | 1.45    |

- 各年度の太字はリーグ最高

### 表彰
- 日本シリーズ敢闘賞：1回（1995年）

### 記録
初記録
- 初登板：1993年7月29日、対千葉ロッテマリーンズ16回戦（グリーンスタジアム神戸）、9回表に2番手として救援登板・完了、1回無失点
- 初奪三振：同上、9回表に宇野勝から
- 初先発登板：1993年9月16日、対近鉄バファローズ21回戦（グリーンスタジアム神戸）、4回2/3を3失点（自責点2）で敗戦投手
- 初勝利・初先発勝利：1994年8月24日、対千葉ロッテマリーンズ23回戦（富山アルペンスタジアム）、5回2/3を1失点
- 初完投勝利・初完封勝利：1995年8月29日、対福岡ダイエーホークス23回戦（グリーンスタジアム神戸）
- 初セーブ：1997年4月12日、対福岡ダイエーホークス2回戦（福岡ドーム）、7回裏1死に3番手として救援登板・完了、2回2/3無失点

その他の記録
- オールスターゲーム出場：1回（1997年）

### 背番号
- 22（1993年 - 2004年）
- 12（2005年）
- 89（2009年 - 2014年、2016年 - ）

## 関連情報

### 解説者時代に出演していた番組
- J SPORTS STADIUM